# Fondation Latsis
 (janvier 2022).
Si vous disposez d'ouvrages ou d'articles de référence ou si vous connaissez des sites web de qualité traitant du thème abordé ici, merci de compléter l'article en donnant les références utiles à sa vérifiabilité et en les liant à la section « Notes et références ».
Pour les articles homonymes, voir Latsis (homonymie).
La Fondation Latsis est une organisation d'utilité publique à but non lucratif fondée en 1975, qui décerne le Prix Latsis en Suisse depuis 1983.

## Prix Latsis
Quatre Prix Latsis universitaires de 25 000 francs chacun, ainsi que le Prix Latsis National de 100 000 francs, sont décernés chaque année. L'objectif de ces prix est d'encourager les jeunes chercheurs universitaires à grand potentiel de 40 ans et de récompenser les contributions particulièrement importantes apportées dans les Hautes Ecoles en Suisse,.
Les Prix Latsis Universitaires sont décernés par les universités de Genève et de Saint-Gall et par les écoles polytechniques fédérales de Lausanne et de Zurich  Les lauréats sont sélectionnés par les Commissions de recherche de chacune de ces hautes écoles, sauf dans le cas de l’Université de Genève où le choix incombe à une Commission ad hoc présidée par le recteur. Les candidatures doivent être soumises directement à ces instances,.
Depuis 1994, les cérémonies des Prix Latsis universitaires se déroulent à Genève et elles sont suivies par une Conférence magistrale prononcée à la salle Piaget par un chercheur ou professeur de réputation européenne et mondiale.
Le lauréat du Prix Latsis National est sélectionné par le Conseil de la Recherche du Fonds National Suisse de la Recherche Scientifique. À la suite du rapprochement de la Fondation Marcel Benoist avec la Fondation Latsis, il a été décidé qu’à partir de 2020 une cérémonie commune aurait lieu à Berne pour la remise des Prix scientifiques suisses Marcel Benoist et Latsis. La cérémonie inaugurale, célébrant les lauréats 2020 et 2021, a eu lieu le 4 novembre 2021 dans l’Hôtel du gouvernement bernois.
Entre 1999 et 2012, 14 Prix Latsis Européens ont été accordés par la Fondation européenne de la science à Strasbourg.  
La Fondation Latsis apporte également son soutien financier, à hauteur de 40 000 francs, à l’organisation de deux symposia annuels, l’un à l’EPFZ  et l’autre à l’EPFL, ainsi que d'un colloque bisannuel à l’Université de Genève.